# Anaco (Venezuela)
Pour les articles homonymes, voir Anaco.
Anaco est le chef-lieu de la municipalité d'Anaco dans l'État d'Anzoátegui au Venezuela. Sa population s'élève à 106 275 habitants en 2005. Autour de la ville s'articule la division territoriale et statistique de Capitale Anaco.

## Transport

### Aérien
La ville est desservie par l'aéroport d'Anaco.

## Personnalités liées à la municipalité
- Edgar Hernández Behrens (1958) : militaire et homme politique ;
- Lina Ron (1959-2011) : femme politique, fondatrice du parti politique Unidad Popular Venezolana ;
- Miguel Cairo (1974) : joueur de baseball ;
- Ruddy Rodríguez (1967) : mannequin et actrice ;
- Omar Rudberg (1998) : auteur-compositeur-interprète et acteur vénézuélo-suédois.